# Prudentópolis (microregio)
Prudentópolis is een van de 39 microregio's van de Braziliaanse deelstaat Paraná. Zij ligt in de mesoregio Sudeste Paranaense en grenst aan de microregio's Guarapuava, Ivaiporã, Telêmaco Borba, Ponta Grossa, São Mateus do Sul en Irati. De microregio heeft een oppervlakte van ca. 6.168 km². In 2009 werd het inwoneraantal geschat op 132.018.
Zeven gemeenten behoren tot deze microregio:
- Fernandes Pinheiro
- Guamiranga
- Imbituva
- Ipiranga
- Ivaí
- Prudentópolis
- Teixeira Soares

Mesoregio's: Centro Ocidental Paranaense · Centro Oriental Paranaense · Centro-Sul Paranaense · Metropolitana de Curitiba · Noroeste Paranaense · Norte Central Paranaense · Norte Pioneiro Paranaense · Oeste Paranaense · Sudeste Paranaense · Sudoeste Paranaense

Microregio's: Apucarana · Assaí · Astorga · Campo Mourão · Capanema · Cascavel · Cerro Azul · Cianorte · Cornélio Procópio · Curitiba · Faxinal · Floraí · Foz do Iguaçu · Francisco Beltrão · Goioerê · Guarapuava · Ibaiti · Irati · Ivaiporã · Jacarezinho · Jaguariaíva · Lapa · Londrina · Maringá · Palmas · Paranaguá · Paranavaí · Pato Branco · Pitanga · Ponta Grossa · Porecatu · Prudentópolis · Rio Negro · São Mateus do Sul · Telêmaco Borba · Toledo · Umuarama · União da Vitória · Wenceslau Braz